# Echinoclathria noto
Echinoclathria noto är en svampdjursart som först beskrevs av Tanita 1963.  Echinoclathria noto ingår i släktet Echinoclathria och familjen Microcionidae. Inga underarter finns listade i Catalogue of Life.